# Río Leufucade
Río Leufucade är ett vattendrag i Chile.   Det ligger i regionen Región de la Araucanía, i den södra delen av landet, 700 km söder om huvudstaden Santiago de Chile.
I omgivningarna runt Río Leufucade växer i huvudsak städsegrön lövskog. Runt Río Leufucade är det glesbefolkat, med 12 invånare per kvadratkilometer.